# He Wenna
He Wenna (chinesisch 何雯娜, Pinyin Hé Wénnà; * 19. Januar 1989 in Longyan, Fujian) ist eine chinesische Trampolinturnerin.
He Wenna wird von Hu Xinggang trainiert. 1995 begann sie ihre Karriere als Kunstturnerin in der Longyan Sports School. Seit dem folgenden Jahr startet sie für das Fuzhou Sports Team. 1998 wechselte die Chinesin zur Rhythmischen Sportgymnastik, 1999 zum Trampolinsport. Sie gewann 2005 mit der Mannschaft ihren ersten nationalen Titel. Seit 2007 gehört sie dem chinesischen Nationalkader Trampolin an. Bei den Weltmeisterschaften 2007 in Québec war sie Siegerin mit der Mannschaft geworden. Im Einzelwettbewerb verpasste sie eine Medaille als Viertplatzierte knapp. In der vorolympischen Saison 2007/08 gewann sie in Albacete und Osaka zwei Weltcup-Veranstaltungen, zwei weitere Male platzierte sie sich unter den Besten Dreien.
He gewann bei den Olympischen Sommerspielen 2008 in Peking Gold im Trampolinturnen. Sie erreichte Gold mit 37,80 Punkten vor Karen Cockburn aus Kanada mit 37,00 Punkten und Yekaterina Xilko aus Usbekistan mit 36,90 Punkten. Schon nach der Qualifikation lag sie auf dem ersten Platz.